# Dose
Eine Dose (von mittelniederländisch Dose für ‚Behälter zum Tragen‘, ‚Lade‘, ‚Koffer‘; in Deutschland seit dem 17. Jahrhundert belegt) oder Büchse (von mittelhochdeutsch bühse für ‚Dose aus Buchsbaumholz‘) ist ursprünglich ein kleiner, meist eckiger, runder oder ovaler Behälter mit Deckel. Bis ins 19. Jahrhundert waren Dosen reich verzierte Luxusgegenstände, die in Form von Porträtdosen auch als Prunk- und Ehrengeschenke vergeben wurden. Sie dienten, wenn sie nicht nur Ausstellungsstücke waren, zur Aufbewahrung besonders wertvoller Güter – z. B. als Zuckerdose, Konfektdose (Bonbonniere), Schmuckdose, Tabakdose (Tabatiere) oder auch als Spardose. Als besonders luxuriöse Varianten mit überraschendem Inhalt entstanden Dosenuhren und Spieldosen. Dosen wurden kunsthandwerklich aus Materialien wie Edelmetall, Alabaster und Porzellan hergestellt und mit Einlagen aus Elfenbein, Perlmutt, Schildpatt, Bernstein oder Email geschmückt. Einfache Dosen werden aus Blech hergestellt (Blechdose) oder sind aus unterschiedlichen Materialien gefertigt (Kombidose).
Die ursprüngliche Dose war später Namensgeberin für zahlreiche Varianten, die mit der früheren Verwendung als kostbarer Aufbewahrungsbehälter nur noch teilweise zu tun haben. Seit dem frühen 19. Jahrhundert wird der Begriff „Dose“ zunehmend mit der Konservendose assoziiert, seit den 1930er Jahren auch mit der von ihr abgeleiteten Getränkedose.

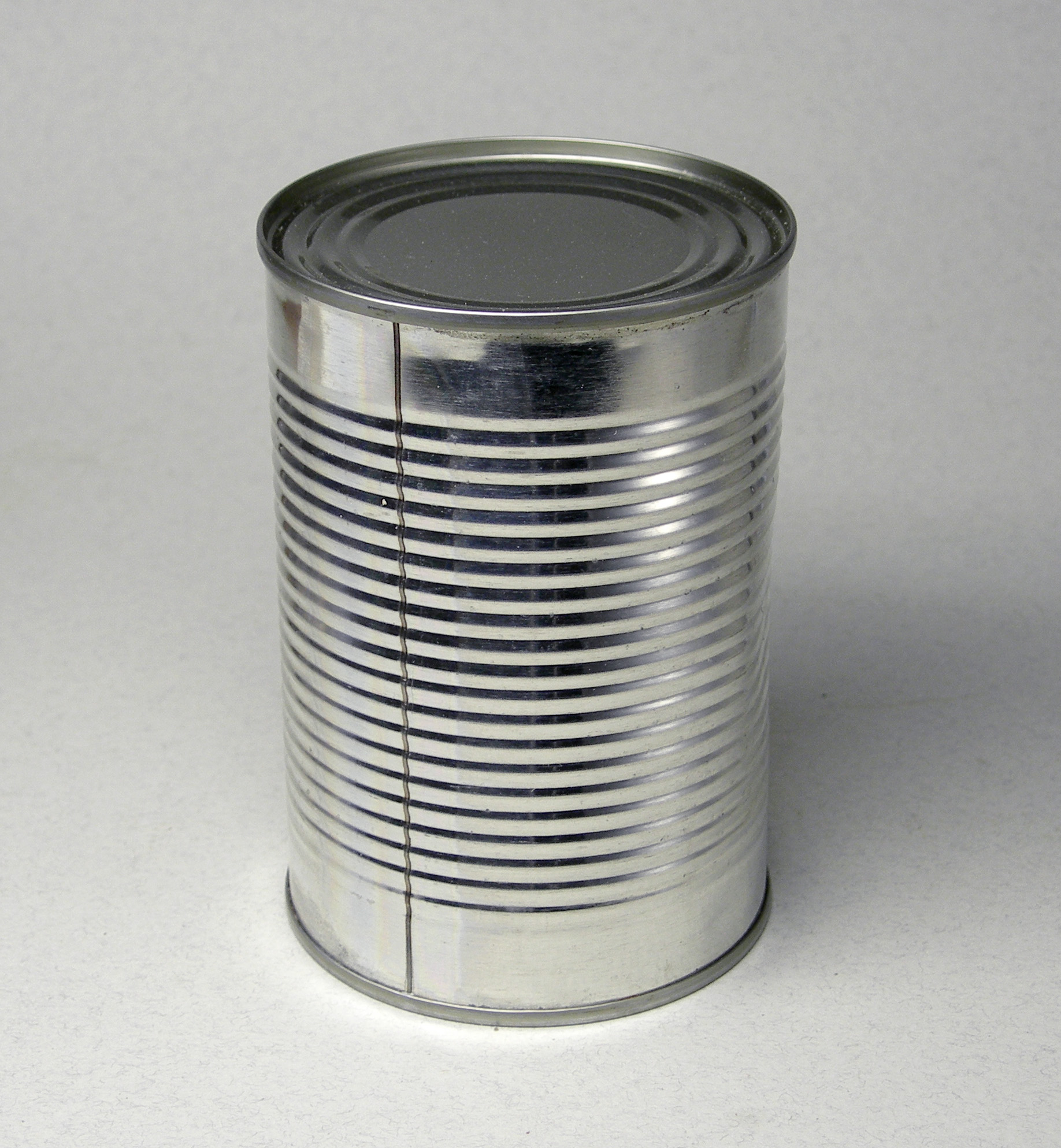
Konservendose
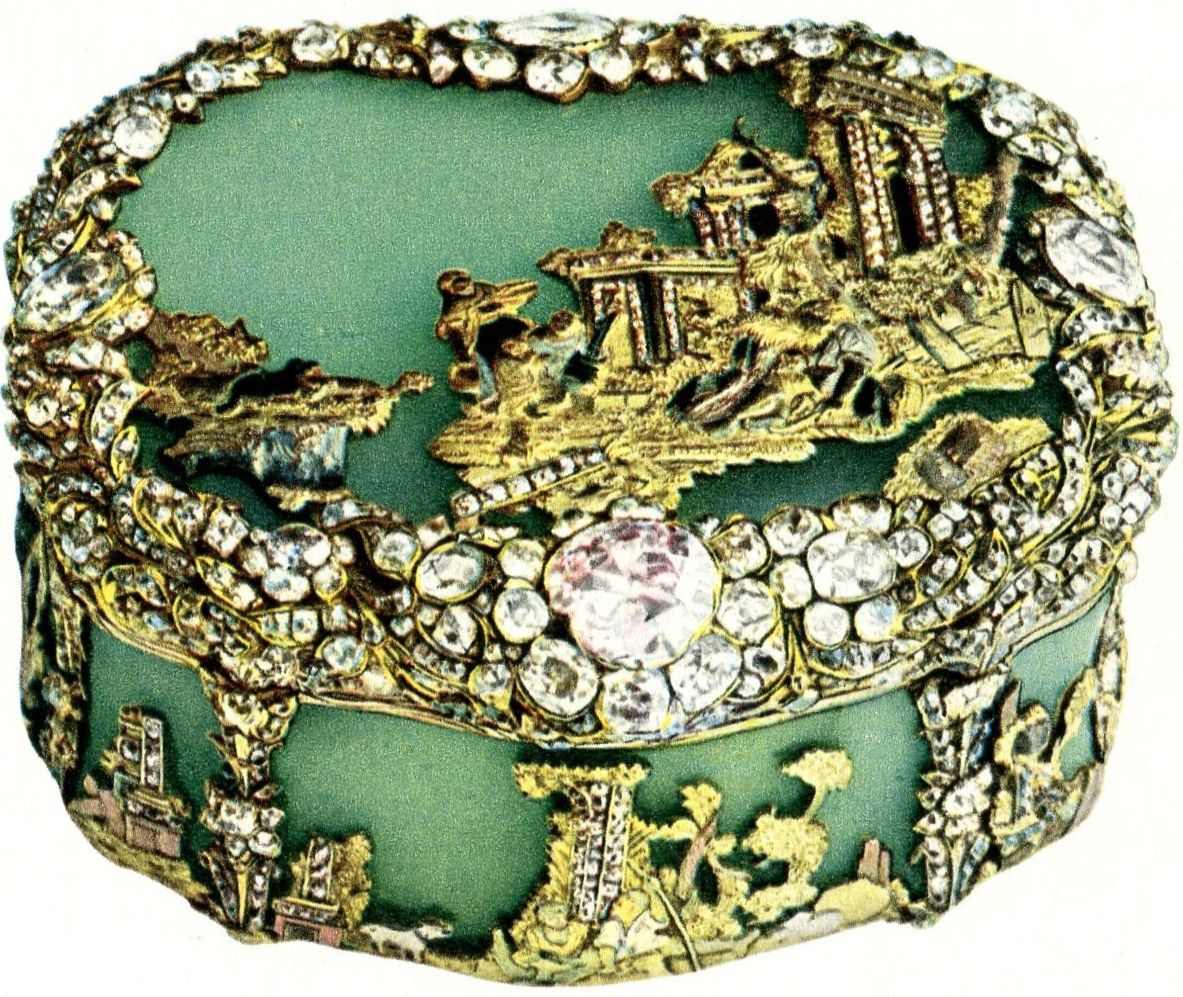
Tabatiere
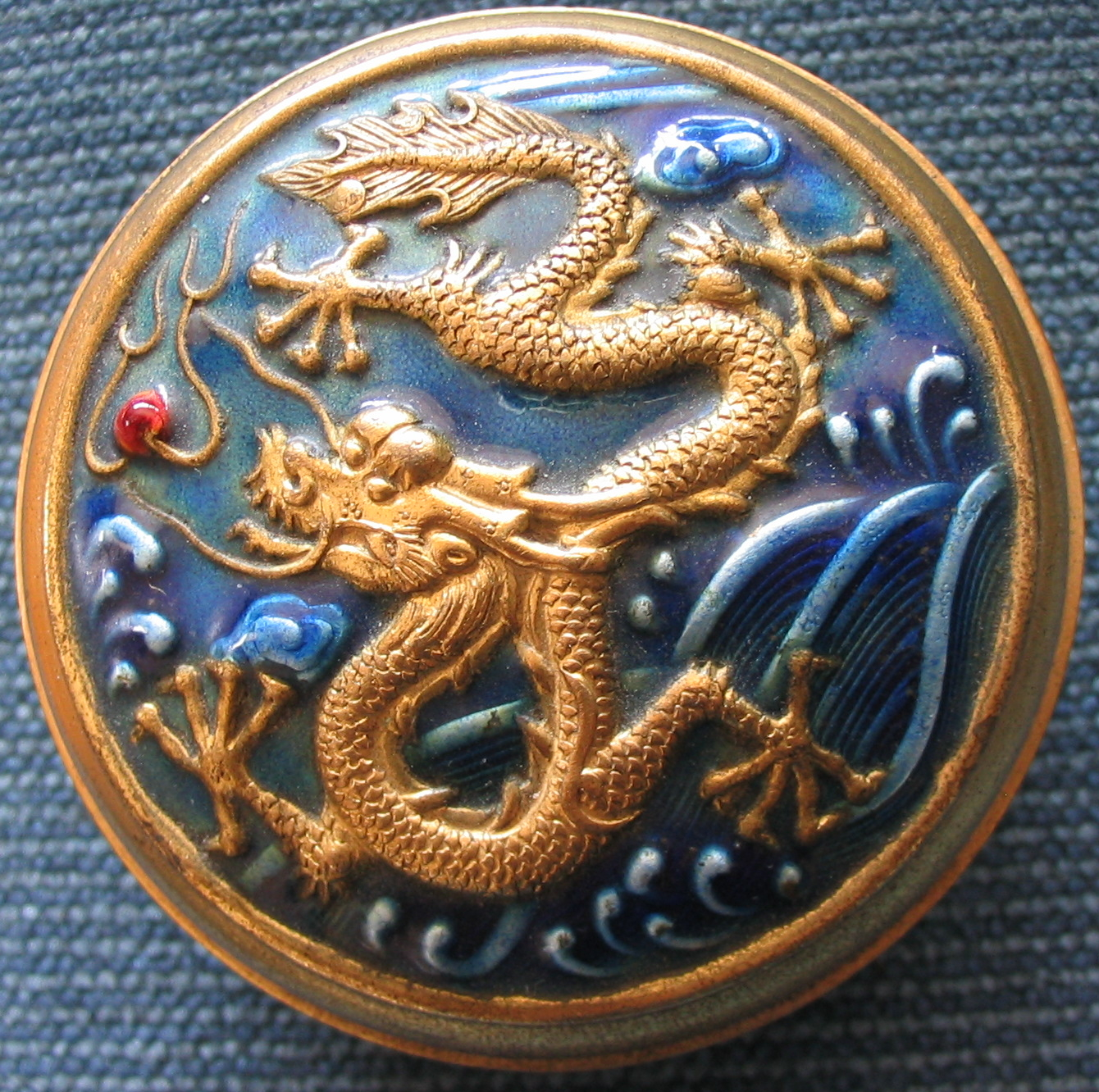
Pillenbox
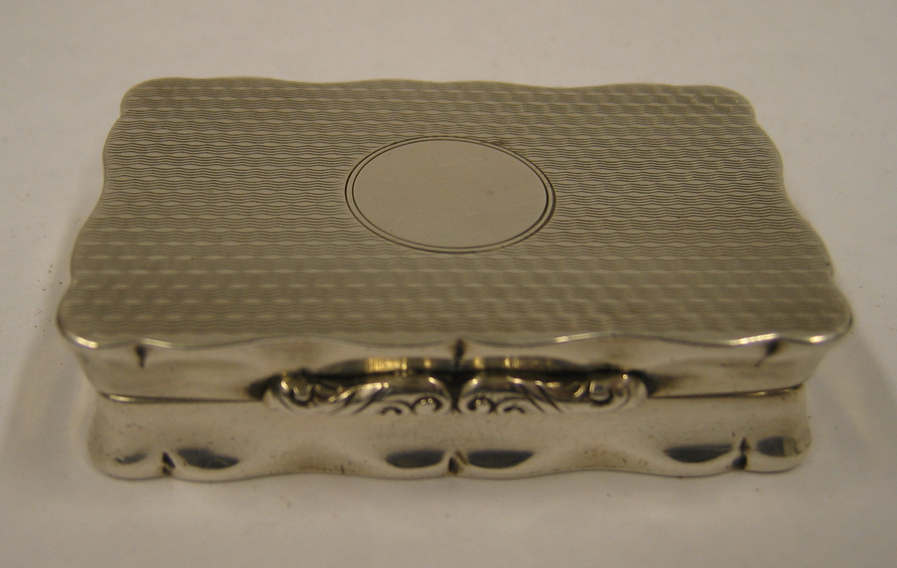
Schnupftabaksdose
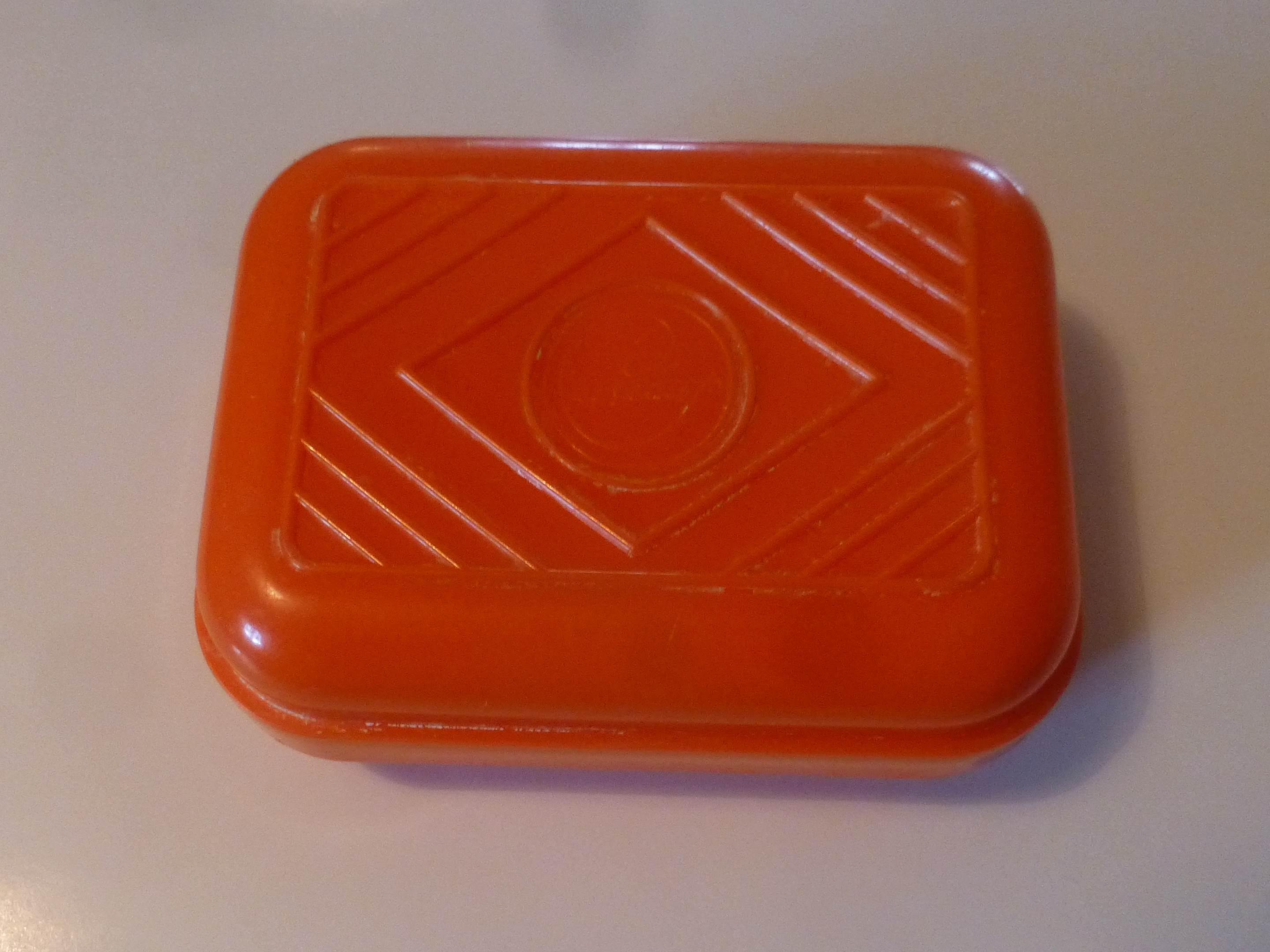
Seifendose
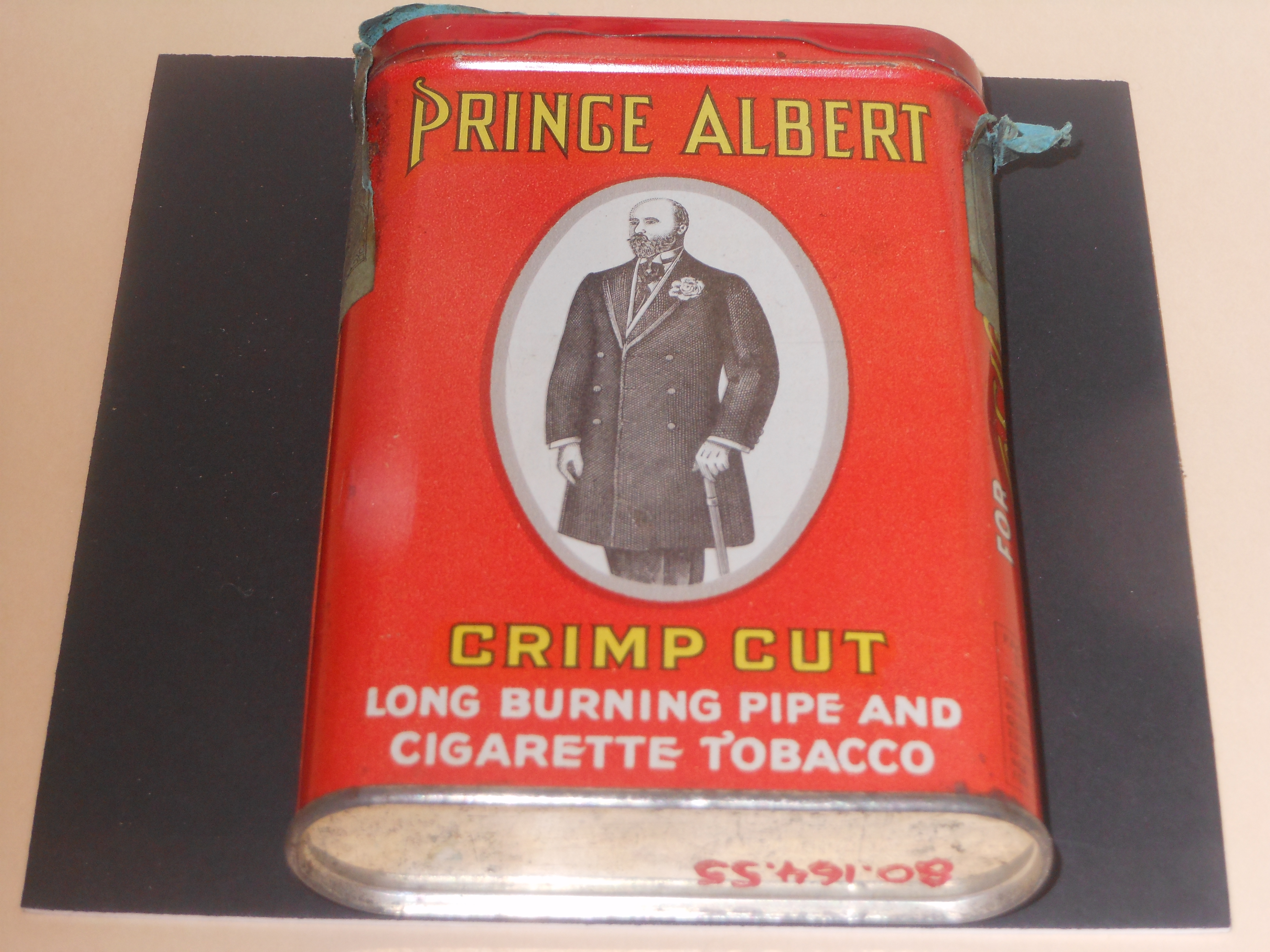
Zigarettendose